# Полтавська 2-га сотня
2-га полтавська сотня — адміністративно-територіальна одиниця та військовий підрозділ Гетьманщини у складі Полтавського полку.

## Визначні спадкові роди
Гергелі, Горбаненки, Петраші, Шили.

## Козаки
- Юрченко Дмитро -  (1649) в 1649 козак Петрашевої сотні Полтавського полка Війска Запорізького (згідно реєстру 1649 р.)